# Tuzla (Bosznia-Hercegovina)
Tuzla (cirill írással Тузла, középkori, szláv nevén Soli, magyarul régiesen Só) város és község Bosznia-Hercegovina északkeleti részén. 160 ezresre becsülhető lakosságszámával a Bosznia-hercegovinai Föderáció Tuzlai kantonjának székhelye. Az ország harmadik legnagyobb városa (Szarajevó és Banja Luka után).

## A község települései
Brđani, Breške, Breze, Brgule, Bukinje, Cerik, Cviljevina, Čaklovići Donji, Čaklovići Gornji, Čanići, Dobrnja, Dokanj, Dragunja Donja, Dragunja Gornja, Gornja Tuzla, Grabovica Donja, Grabovica Gornja, Hudeč, Husino, Kiseljak, Kolimer, Kolovrat, Konjikovići, Kosci, Kovačevo Selo, Kovačica, Krtolije, Kukovina, Lipnica, Lipnica Donja, Lipnica Gornja, Lipnica Srednja, Ljepunice, Ljubače, Marinkovići, Mihatovići, Milešići, Morančani, Mramor, Mramor Novi, Obodnica Donja, Obodnica Gornja, Orašje, Osoje, Par Selo Gornje, Pasci Donji, Pasci Gornji, Petrovice Donje, Petrovice Gornje, Plane, Pogorioci, Poljana, Požarnica, Rapače, Rasovac, Simin Han, Snoz, Svojtina, Ševar, Šići, Šićki Brod, Tetima, Tisovac, Tuzla és Vršani.

## Fekvése
Tuzla a Bosznia északkeleti részén elterülő Majevica-hegység lábánál, a Jala folyó partján fekszik. A város központja a kelet-nyugati irányban húzódó síkságon terül el. A lakónegyedek többsége az ezt övező Ilinčica, Kicelj és Gradina nevű hegyeken fekszik. Éghajlata mérsékelten kontinentális.

## Története
A mai város elődjét először 950-ben mint magyar uralom alatt álló területet említik a források. A várost később Soli néven említik. A szó szlávul „sót” jelent, és a településen feltörő sós forrásokra, illetve a város gazdaságát meghatározó sóra utal. Itt volt a Sói bánság központi vára. 
1463-ban az oszmánok Boszniával együtt a várost is elfoglalták. Mai neve is az oszmán korból származik: tuz törökül „sót” jelent.
1878-ban, Bosznia-Hercegovina okkupációjával Tuzla is a Habsburg Monarchia része lett. Az első világháború végén az újonnan alakult Szerb-Horvát-Szlovén Királysághoz (1929-től Jugoszlávia) került.
A második világháborúban Tuzla a fasiszta Független Horvát Állam része volt. A partizánok 1943. október 2-án szabadították fel, amivel az addigi legnagyobb, partizánkézre került jugoszláviai város lett.
A háború után Tuzla jelentős iparvárossá vált. A város környéki só- és szénlelőhelyekre stabil vegy- és erőműipar épült. A Jugoszlávia különböző vidékeiről érkezetteknek a városban való letelepedése tovább tarkította a város már addig is színes etnikai képét.
A Boszniai háború (1992-1995) alatt Tuzla Bosznia-Hercegovina bosnyákok által ellenőrzött részéhez tartozott. A háború alatt és után számos menekült érkezett a városba. Más városokkal ellentétben azonban Tuzlát sosem irányította a nacionalista pártok egyike sem, így a város etnikai csoportjai között – a szerb támadások ellenére is – a háború idején a máshol tapasztalhatónál kedvezőbb légkör uralkodott. 1993/94 telén a szerb csapatok körülvették a várost. Ezt követően gyakorivá váltak a gránátbecsapódások. Különösen az 1995. május 25-i marad emlékezetes, amely az óváros központjában 71, többségében az iskolaév végét ünneplő fiatalt pusztított el.
A Daytoni békeszerződés aláírása (1995) óta eltelt időszakban a város lassan, nemzetközi segítséggel épül fel az évtized első felének viharaiból.

## Gazdasága
Tuzla fontos iparvárosnak számít. Legfontosabb üzemei a következők:
- Termoelektrana Tuzla: Bosznia-Hercegovina legnagyobb szénerőműve öt blokkal és 780 MW összteljesítménnyel
- KREKA: a környező külszíni fejtéseket igazgató vállalat
- HAK (Hloralkalni kompleks): klórkémiai gyár
- SODASO: só alapanyagú termékeket előállító vegyi üzem
- Fabrika deterdženta (Mosószergyár)
- Tehnograd: építőipari cég
- SOLANA: sóból készült termékeket előállító gyár

Az üzemek a boszniai háború alatt kénytelenek voltak részleges kapacitással termelni. Háború előtti teljesítményüket a mai napig sem érték el.
A város a Tuzlanska banka (Tuzlai bank) székhelye.

## Közlekedés

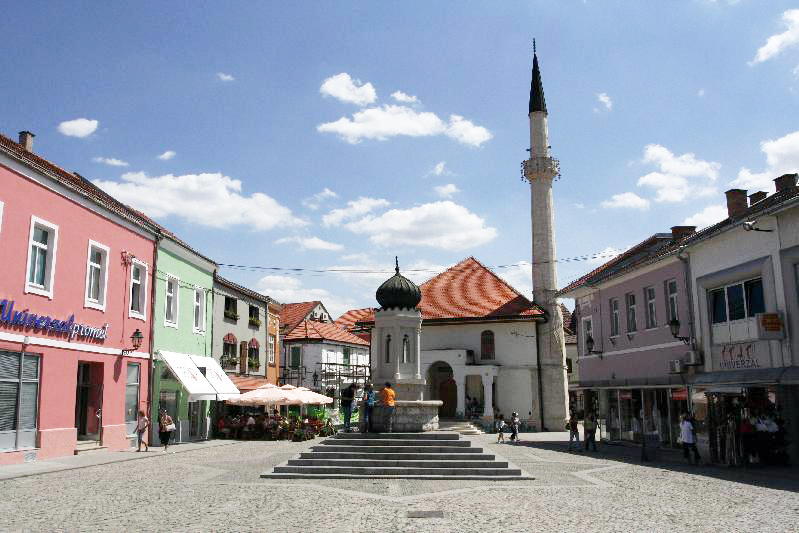
Szökőkút és mecset az óvárosban

Tuzla a Szarajevóból Banja Luka és a horvátországi Eszék felé vezető főközlekedési út leágazásán fekszik.
Vasúti kapcsolattal Tuzla 1886 óta rendelkezik. A vasúti közlekedés a háború óta rossz, a vonalak kihasználatlanok.
A tuzlai nemzetközi repülőtér a várostól kb. 10 km-re fekvő egykori katonai repülőtér, amely ma belföldi és nemzetközi repülőtérként
működik. (IATA kódja: TZL)

## Oktatás
Tuzlának 1976 óta egyeteme van. Lévén iparváros, a hangsúly mérnökök képzésén van.

## Kultúra és sport
Tuzlán nemzeti színház, városi múzeum, és egy portrégyűjtemény is található. Kulturális és sportcentrumának neve Mejdan.

## Turizmus
A város legnagyobb szállodája a 12 emeletes, 192 szobás Hotel Tuzla.

## Testvérvárosok
- Bologna, Olaszország
- Dallas, Texas, USA
- Eszék, Horvátország
- Franța Saint-Denis, Franciaország
- L’Hospitalet de Llobregat, Spanyolország
- Pécs, Magyarország
- Zombor, Szerbia
- Csomád, Magyarország

## Fordítás
- Ez a szócikk részben vagy egészben  a   Tuzla című német Wikipédia-szócikk fordításán alapul.  Az eredeti cikk szerkesztőit annak laptörténete sorolja fel. Ez a jelzés csupán a megfogalmazás eredetét és a szerzői jogokat jelzi, nem szolgál a cikkben szereplő információk forrásmegjelöléseként.
- Ez a szócikk részben vagy egészben  a   Tuzla című angol Wikipédia-szócikk fordításán alapul.  Az eredeti cikk szerkesztőit annak laptörténete sorolja fel. Ez a jelzés csupán a megfogalmazás eredetét és a szerzői jogokat jelzi, nem szolgál a cikkben szereplő információk forrásmegjelöléseként.